# Wong Hong Kit
Wong Hong Kit (sinh ngày 30 tháng 8 năm 1998) là vận đông viên quần vợt Hồng Kông.
Kit có được vị trí của bảng xếp hạng ATP đơn là 831 đạt được vào ngày 19 tháng 6 năm 2017. Anh ấy cũng đạt được vị trí 941 ở bảng xếp hạng ATP đôi vào ngày 1 tháng 5 năm 2017.
Wong đại diện cho Hồng Kông tại Davis Cup, nơi anh có thành tích Thắng/Thua là 6–3.